# Бромфилд, Эндрю
Э́ндрю Бро́мфилд (англ. Andrew Bromfield; род. Кингстон-апон-Халл, Йоркшир, Англия) — британский редактор и переводчик классической и современной русской литературы на английский язык. Сооснователь журнала «GLAS», популяризирующего русскую литературу в англоязычных странах.

## Биография
Родился в Кингстон-апон-Халл в Великобритании. Когда в 30 лет пришлось выбирать предметы для сдачи на аттестат зрелости, в качестве второго иностранного языка Эндрю выбрал русский язык (латынь и французский изучал раньше). Соревновательный дух со старшим братом (ныне профессор истории искусства в Австралии), видимо, повлиял на выбор столь сложного предмета. В школе Эндрю русский язык преподавал самостоятельно освоивший его учитель немецкого и французского; в университете — выходцы из Министерства обороны. Изучение русского было в годы холодной войны занятием сугубо эзотерическим: использовать его можно было только в академической или в военной сфере — в качестве языка предполагаемого противника. В университете помимо языка и литературы Эндрю изучал также русскую историю и искусство, социологию и философию марксизма.
Командированный на стажировку в издательство «Прогресс», Эндрю приехал на поезде в Россию в середине 1970-х годов. В Москве ему предоставили комнату в хрущевской пятиэтажке на улице Строителей. Отучившись в университете ещё два года, Эндрю преподавал русский в университете в Ирландии, работал зарубежным представителем «Аэрофлота», сопровождал в Россию английских туристов, издавал книги на Кипре, преподавал английский в Ереванском университете. В перерыве он писал диссертацию по социологии советской литературы в Глазго.
После Перестройки Эндрю подписал контракт с издательством «Радуга», отпочковавшимся от «Прогресса», переехал в Москву и поселился в Лефортово. В условиях инфляции пришлось отложить работу над литературным переводом «Войны и мира» и брать заказы на переводы. Постоянно меняющиеся правила пребывания в России иностранцев не давали расслабиться. После очередного требования официальной регистрации он простоял как-то два часа в ОВИРе на улице Чернышевского — для того только, чтобы получить на своей визе загадочную отметку: «Въезд по Радуге».
Вместе с Наташей Перовой он основал в 1990 году журнал «Глас» — дайджест новой русской литературы, в котором печатались как новые, так и незаслуженно забытые старые авторы. В течение двух лет Эндрю был его соредактором и переводчиком. Первый номер журнала вышел в двух вариантах, английском и русском, начиная со второго он стал печататься только по-английски. Бурные годы путчей и мятежей он провёл в Москве и в середине 1990-х вернулся в Англию, где в графстве Сарри работает над переводами.

## Переводы
Бромфилдом осуществлены переводы на английский произведений Александра Пушкина, Михаила Булгакова, Льва Толстого, Виктора Пелевина, Бориса Акунина, Владимира Войновича, Сергея Лукьяненко, Алексея Пехова, братьев Стругацких, Даниила Хармса, Генриха Сапгира, Нодара Думбадзе, Андрея Куркова и других русских и русскоязычных писателей.